# Michael Kraus (nadador)
Michael Kraus (Alemania, 26 de septiembre de 1955) es un nadador alemán retirado especializado en pruebas de estilo libre y estilo braza, donde consiguió ser medallista de bronce olímpico en 1976 en los 4 x 100 metros estilos.

## Carrera deportiva
En los Juegos Olímpicos de Montreal 1976 ganó la medalla de bronce en los 4 x 100 metros estilos (nadando el largo de braza), con un tiempo de 3:47.29 segundos, tras Estados Unidos (oro) y Canadá (plata), siendo sus compañeros de equipo los nadadores: Klaus Steinbach, Walter Kusch y Peter Nocke.